# Bibliothèque publique de Drumcondra
 (août 2025).
Motif : absence de sources secondaires centrées sur cet établissement
- Archive Wikiwix
- Bing
- Cairn
- DuckDuckGo
- E. Universalis
- Gallica
- Google
- G. Books
- G. News
- G. Scholar
- Persée
- Qwant
- (zh) Baidu
- (ru) Yandex
- (wd) trouver des œuvres sur Wikidata

| 1. | Préciser le motif de la pose du bandeau. | Précisez le motif de la pose du bandeau en utilisant la syntaxe suivante : {{admissibilité à vérifier\|date=août 2025\|motif=remplacez ce texte par le motif}}                                           |
| 2. | Informer les utilisateurs concernés.     | Pensez à avertir le créateur de l'article, par exemple, en insérant le code ci-dessous sur sa page de discussion : {{subst:avertissement admissibilité à vérifier\|Bibliothèque publique de Drumcondra}} |

La bibliothèque publique de Drumcondra est une bibliothèque municipale située dans le quartier de Drumcondra, au nord de Dublin, en Irlande.

## Histoire
La bibliothèque publique de Drumcondra a été construite en 1937 dans un style Art déco par l'architecte Robert Sorley Lawrie.

## Architecture
Le bâtiment présente une façade symétrique de sept travées, un toit plat et un portail central encadré de motifs géometriques caractéristiques de l'Art déco.

## Services
La bibliothéque propose:
- livres imprimés et livres audio;
- magazines, journaux, DVD et ressources en ligne;
- animations pour enfants et adultes, expositions et ateliers;
- accès Wi-Fi gratuit et postes informatiques[3].